# Dinardi
Dinardi, eigentlich Alfred Körber (* 18. Juni 1911 in Altreichenau, Landkreis Waldenburg, Provinz Schlesien; † 3. Oktober 1996) war ein deutscher Zauberkünstler, der vor allem dafür bekannt war, bei seinen Auftritten Unmengen an Federblumen erscheinen zu lassen.

## Leben
Körber kam aus bürgerlichen Verhältnissen, seine Eltern hatten ein Gemüsegeschäft. Nach der Schule erlernte er zunächst den Beruf des Bäckers und Konditors. Als er einen Show-Hypnotiseur kennenlernte, der unter dem Namen Rolf Dinardi auftrat, erwuchs auch im jungen Alfred Körber der Wunsch, dies zu erlernen. Dazu nahm er Kontakt zu Dinardi auf, der jedoch nach einiger Zeit verstarb. Körber erhielt daraufhin die Erlaubnis, unter diesem Namen aufzutreten.
Nach der Lehre arbeitete Körber noch sechs Monate als Bäcker in seinem Heimatort, bevor er nach Westfalen zog, wo Verwandte von ihm lebten und wo er weitere dreieinhalb Jahre als Bäcker und Konditor tätig war. In dieser Zeit beschäftigte er sich in seiner Freizeit mit der Zauberkunst und kaufte zahlreiche Requisiten beim Zauberfachhändler János Bartl in Hamburg.
Am 6. Januar 1931 hatte er seinen ersten öffentlichen Auftritt unter seinem übernommenen Künstlernamen Rolf Dinardi.
Beim Gastspiel eines Zirkus in Gladbeck lernte er Rorsa Anna Gentsch kennen, die er 1944 heiratete und mit der er nach Ende des Zweiten Weltkriegs gemeinsam auftrat.

## Wirken
Dinardi war vor allem dafür bekannt, bei seinen Auftritten Unmengen an Federblumen erscheinen zu lassen, die am Ende seines Auftritts die gesamte Bühne ausgefüllt haben, so dass die Bühne vollständig mit Blumenbouquets überfüllt war. Dinardi fertigte alle seine Blumengebinde selbst; dazu sammelte er Hühnerfedern und färbte diese von Hand ein, so dass farbenprächtige Gebinde entstanden. Obwohl seine Show zur Hauptsache aus dem Erscheinenlassen der Blumen aus vorher leeren, eigentlich viel zu kleinen Kisten bestand und damit aus Zauberkunst-Sicht wenig Überraschendes bot, beeindruckte die schiere Anzahl und Opulenz der Gebinde, die am Ende die gesamte Bühne ausfüllten.
Mit seiner Show war er nicht nur auf diversen europäischen Bühnen zu sehen, sondern war auch öfters im englischen Fernsehen zu Gast, so zum Beispiel dreimal zwischen 1977 und 1982 in der britischen Varieté-Show The Good Old Days und 1981 in einer Ausgabe der Paul Daniels Magic Show.
Der Magische Zirkel von Deutschland zeichnete ihn 1989 / 1990 als Magier des Jahres aus.
Seine Requisiten befinden sich heute im Archiv von Bernhard Paul, Gründer und Direktor des Circus Roncalli.